# Jiangdianzi (köpinghuvudort i Kina, Jilin Sheng, lat 41,47, long 125,71)
Jiangdianzi är en köpinghuvudort i Kina. Den ligger i provinsen Jilin, i den nordöstra delen av landet, omkring 270 kilometer söder om provinshuvudstaden Changchun. Antalet invånare är 14 186. Befolkningen består av 6 895 kvinnor och 7 291 män. Barn under 15 år utgör 10,0 %, vuxna 15-64 år 81 %, och äldre över 65 år 7,0 %.
Runt Jiangdianzi är det ganska tätbefolkat, med 60 invånare per kvadratkilometer. Närmaste större samhälle är Daquanyuan, 13,1 km nordväst om Jiangdianzi. Omgivningarna runt Jiangdianzi är en mosaik av jordbruksmark och naturlig växtlighet.
Genomsnittlig årsnederbörd är 1 244 millimeter. Den regnigaste månaden är juli, med i genomsnitt 394 mm nederbörd, och den torraste är januari, med 9 mm nederbörd.